# Seleção Uruguaia de Futsal Masculino
A Seleção Uruguaia de Futsal representa o Uruguai em competições internacionais de futsal.

## Melhores Classificações
- Copa do Mundo de Futsal da FIFA - 6º lugar em 1996
- Copa das Confederações de Futsal - Vice-campeão em 2009
- Copa América de Futsal - Campeão em 2008, 2011 e 2018, Vice-campeão em 1996 e 2008